# 莊賢智
莊賢智，CBE，JP（1931年4月29日—2019年9月18日），英國航天工程科學家，香港城市理工學院（現香港城市大學）創校院長，前英國布拉德福德大学校長。

## 生平
莊賢智出生於英國碧仙桃，17歲時入職布里斯托飛機公司當學徒工，為貨運機、客機的機翼和承載機頭的起落架作負荷檢測，曾於拉夫堡大學歷任航天學准教授、教授和系主任。後來又任工程學院院長、副校長和高級副校長。
1983年3月18日，香港城市理工學院的籌備委員會於通過聘任小組委員會的建議，委任莊賢智教授為學院的創校院長。1983年10月3日上任。
在港期間，又兼任考試局（現香港考試及評核局）、職業訓練局和生產力促進局等組織的委員，並奉委太平紳士。 
在1989年7月卸任返英後，於1989年至1998年任布拉福德大學校長直至退休。1998年獲英廷頒授大英帝國勳章。
莊賢智於2019年9月18日在英國逝世，終年88歲。

## 學術生涯
莊賢智是英國皇家航空學會特許工程師及院士，以及印度航空學會、香港工程師學會、英國皇家工程院院士。

- 1958至1963年：克蘭菲爾德技術學院（Cranfield Institute of Technology）（現克蘭菲爾德大學）講師
- 1964至1983年：英國拉夫堡大學（Loughborough University of Technology）高級副校長
- 1983年至1989年：香港城市理工學院（City Polytechnic of Hong Kong）（現香港城市大學）創校院長
- 1989至1998年：英國布拉德福德大学（University of Bradford）校長

## 外部連結
- Professor David Johns  CBE  DSc  FREng  FRAeS  FAeSI  FHKIE （页面存档备份，存于）
- Flight path of distinguished career

| 學術機關職務                        | 學術機關職務  | 學術機關職務 |
| ----------------------------------- | ------------- | ------------ |
| 香港城市理工學院院長 1983年－1989年 | 繼任： 鄭耀宗 |              |